# Contea di Henry (Virginia)
La contea di Henry (in inglese Henry County) è una contea dello Stato della Virginia, negli Stati Uniti. La popolazione al censimento del 2000 era di 57 930 abitanti. Il capoluogo di contea è Martinsville.

## Geografia fisica

### Contee confinanti
- Contea di Franklin (nord)
- Contea di Pittsylvania (est)
- Contea di Rockingham (Carolina del Nord) sud)
- Contea di Stokes (sud-ovest)
- Contea di Patrick (ovest)
- Martinsville (città indipendente nella Contea di Henry)